# Maison de Sava Šumanović à Šid
La maison de Sava Šumanović à Šid (en serbe cyrillique : Кућа Саве Шумановића у Шиду ; en serbe latin : Kuća Save Šumanovića u Šidu) est située à Šid, dans la province de Voïvodine, en Serbie. Elle est inscrite sur la liste des monuments culturels de grande importance de la République de Serbie (identifiant no SK 1359).

## Présentation

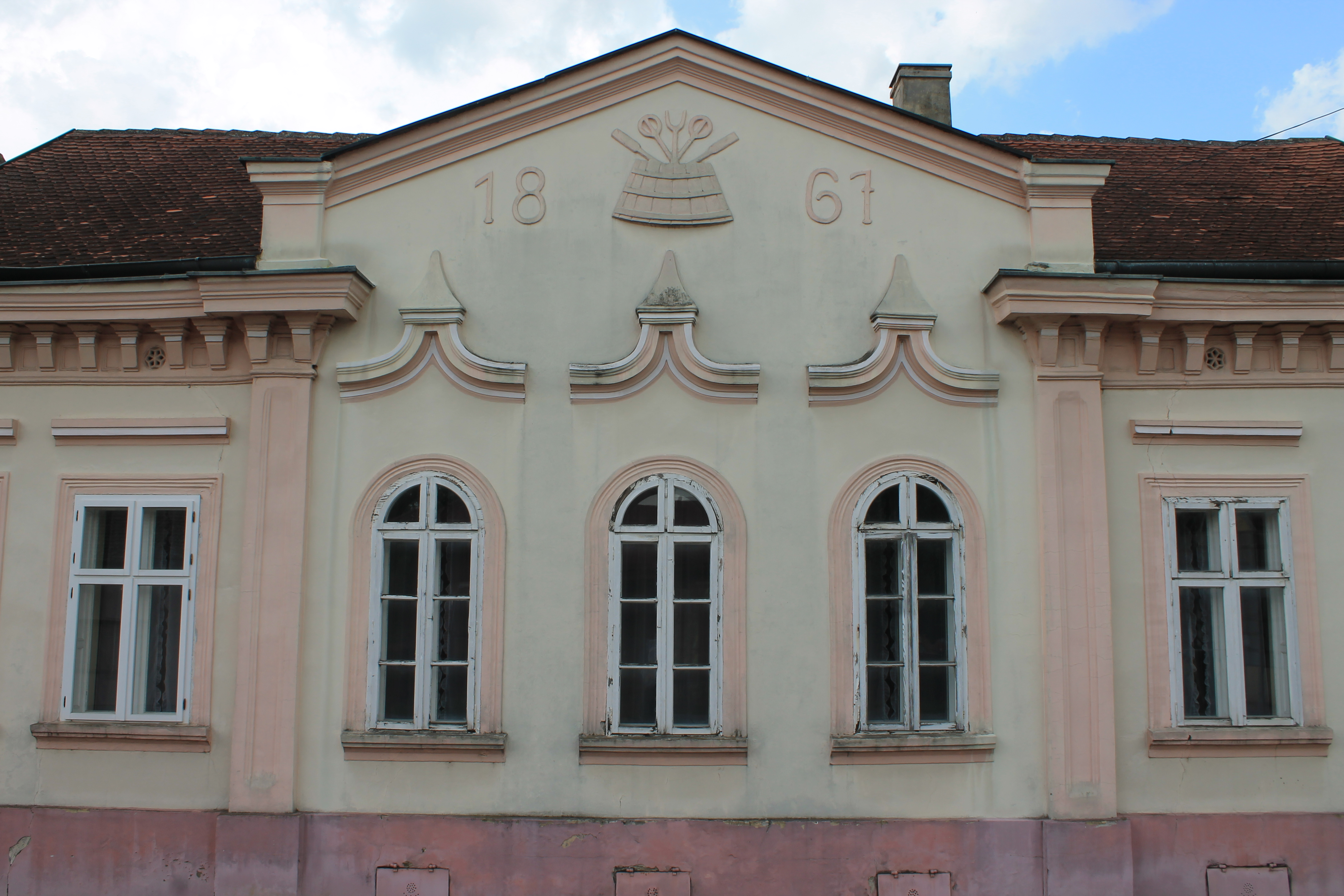
Détail de la façade.

La maison a été construite en 1867 pour les besoins d'une brasserie puis elle a été transformée en bureau de poste. Plus tard, après d'autres modifications, le peintre Sava Šumanović y a vécu et travaillé ; ce peintre figure sur la liste des 100 Serbes les plus éminents de l'histoire établie par l'Académie serbe des sciences et des arts.
Les sources indiquent que le bâtiment a subi de nombreuses modifications, si bien que son apparence originelle est difficile à discerner. De plan rectangulaire, elle dispose de trois pièces donnant sur la rue et d'une pièce donnant sur la cour ; elle possédait un porche à l'est, plus tard transformé pour en faire une pièce supplémentaire. Elle est construite en briques et en adobes. Contrairement à la façade sur cour qui a juste été plâtrée, la façade sur rue est richement décorée ; l'accent y est mis sur une avancée centrale dotée de pilastres et, au-dessus des fenêtres, de sortes de baldaquins moulurés surmontés d'un triangle ; de part et d'autre de cette avancée se trouvent des fenêtres rectangulaires et une corniche en plâtre ornée de consoles entre lesquelles on peut voir des ouvertures circulaires.
La maison abrite aujourd'hui un musée commémoratif consacré à Sava Šumanović ; tous les meubles et objets exposés appartenaient au peintre ou à sa famille. Après la Seconde Guerre mondiale, la mère de Sava Šumanović, Persida, a réussi à préserver l'atelier où son fils a peint plus de 600 tableaux ; elle a reçu Tito dans la maison et y est morte en 1968. La maison commémorative est administrée par la Galerie de peintures Sava Šumanović de Šid.

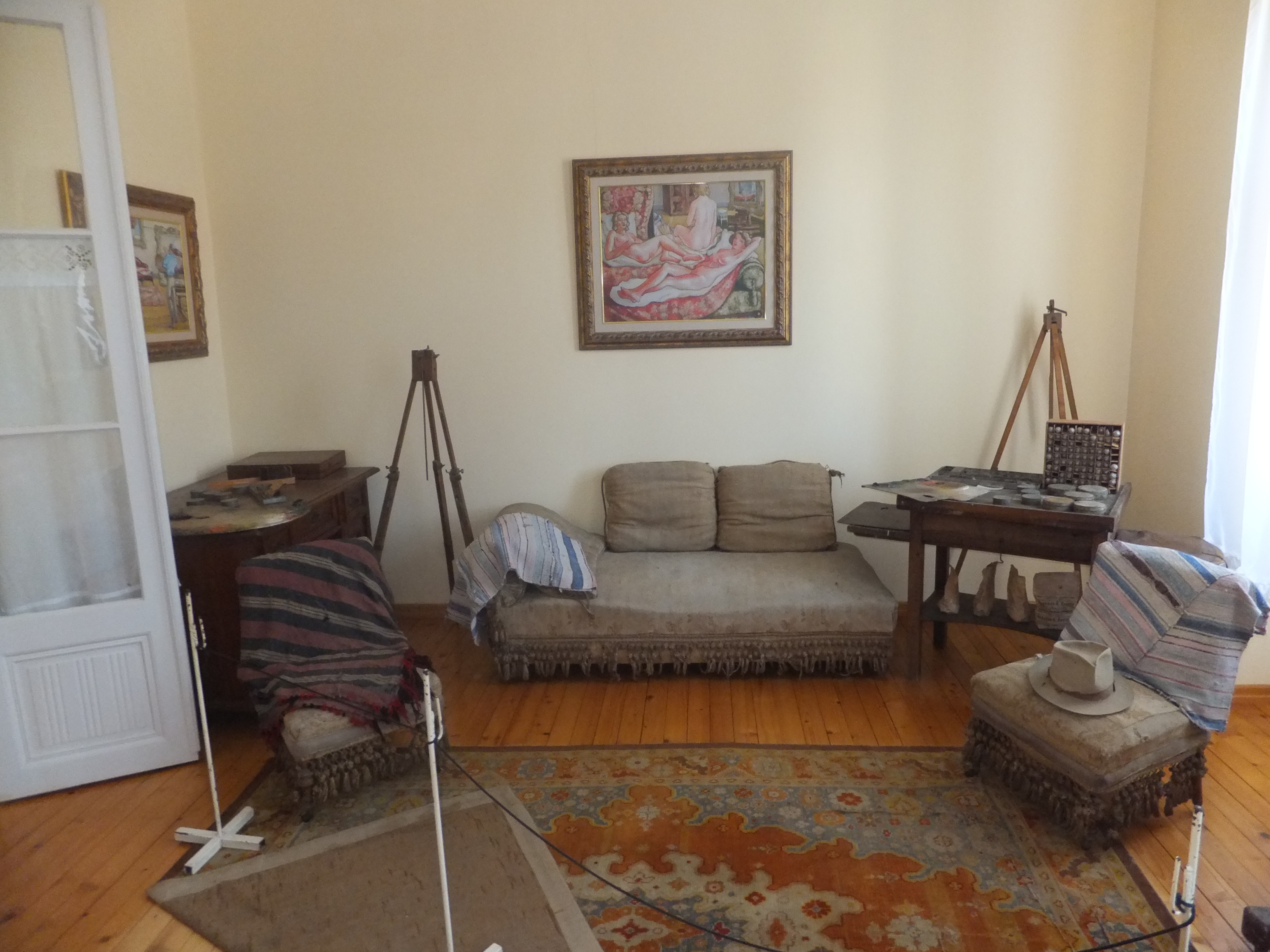
L'intérieur de la maison
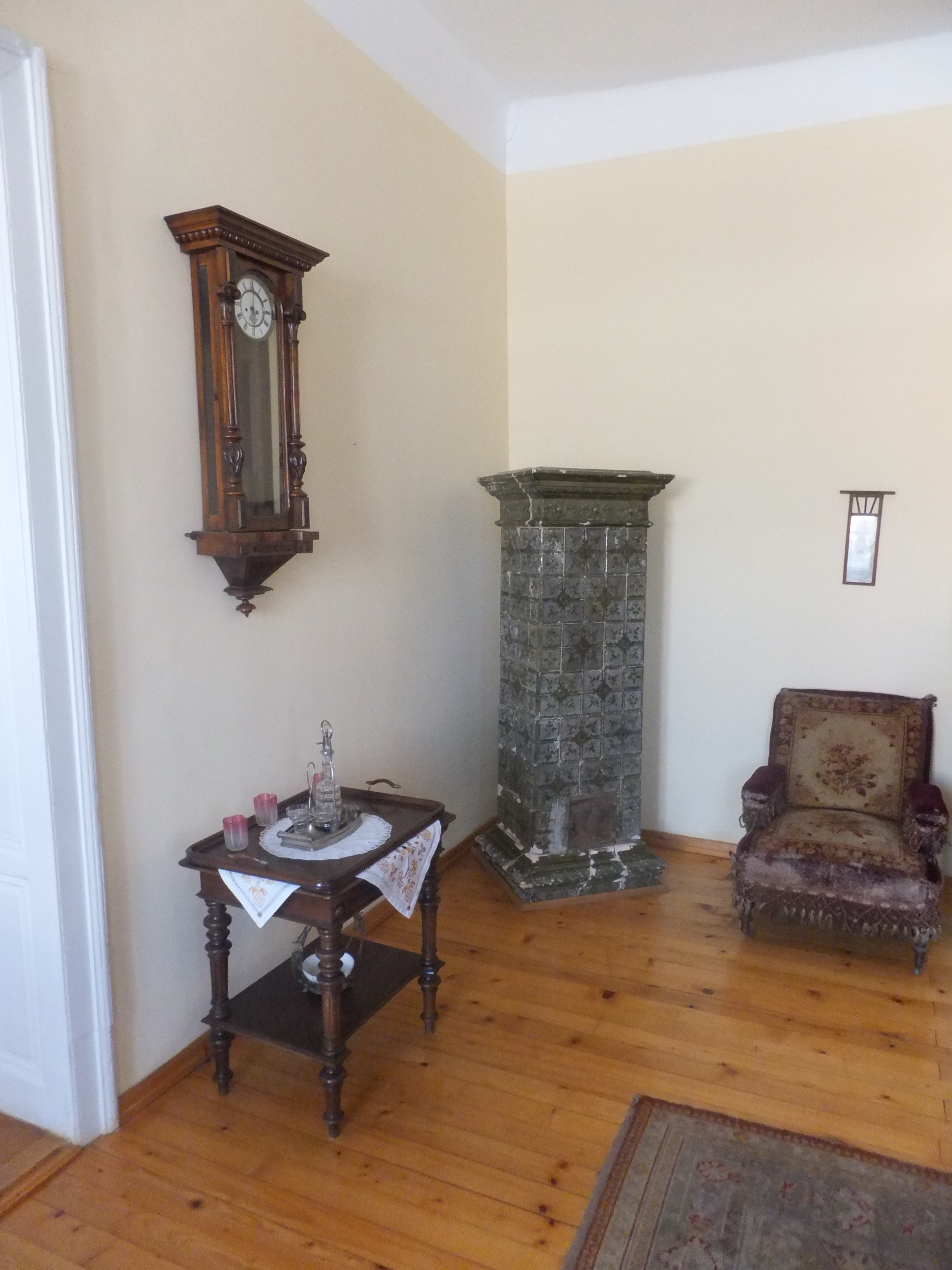
L'intérieur de la maison
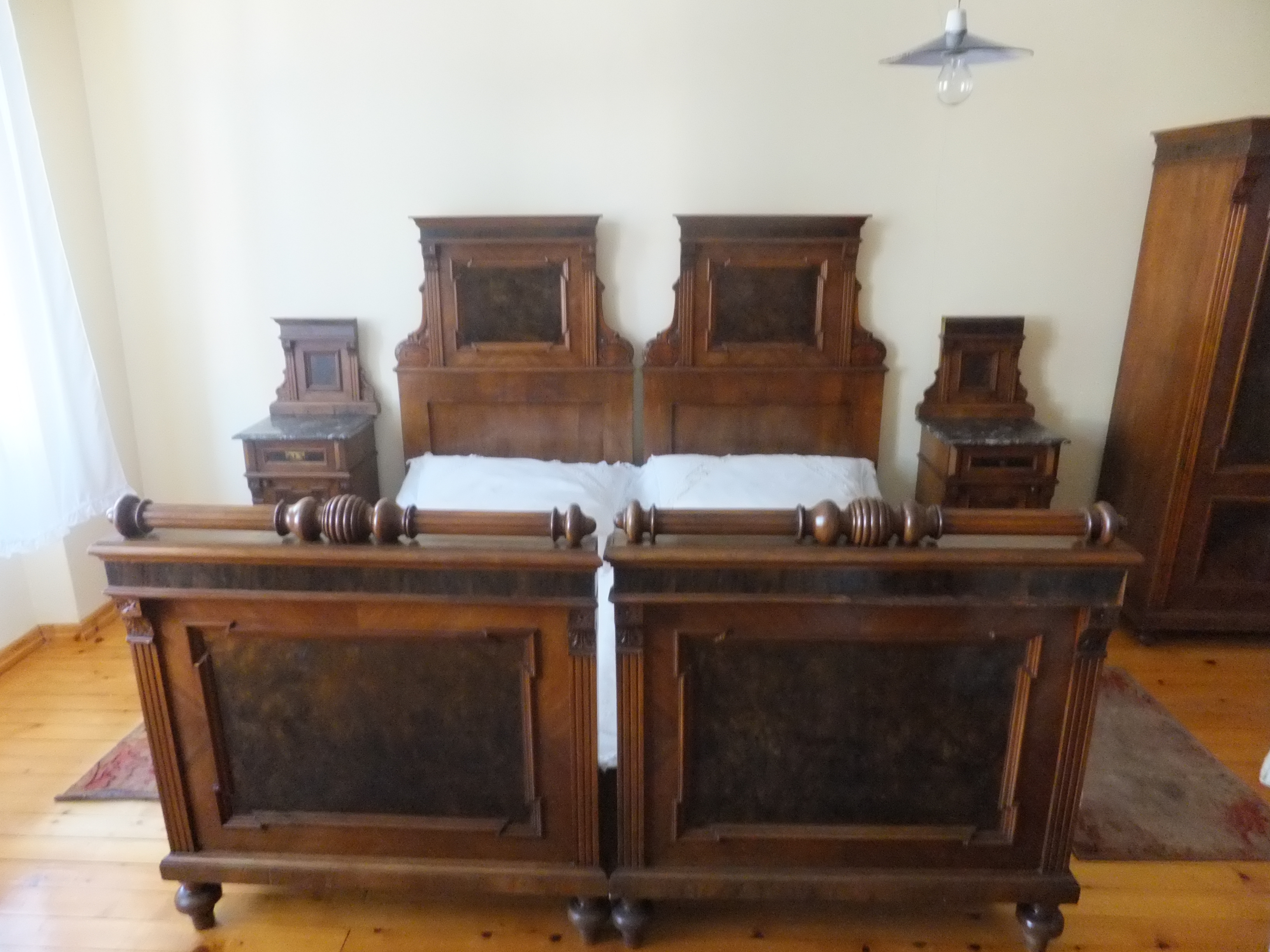
L'intérieur de la maison
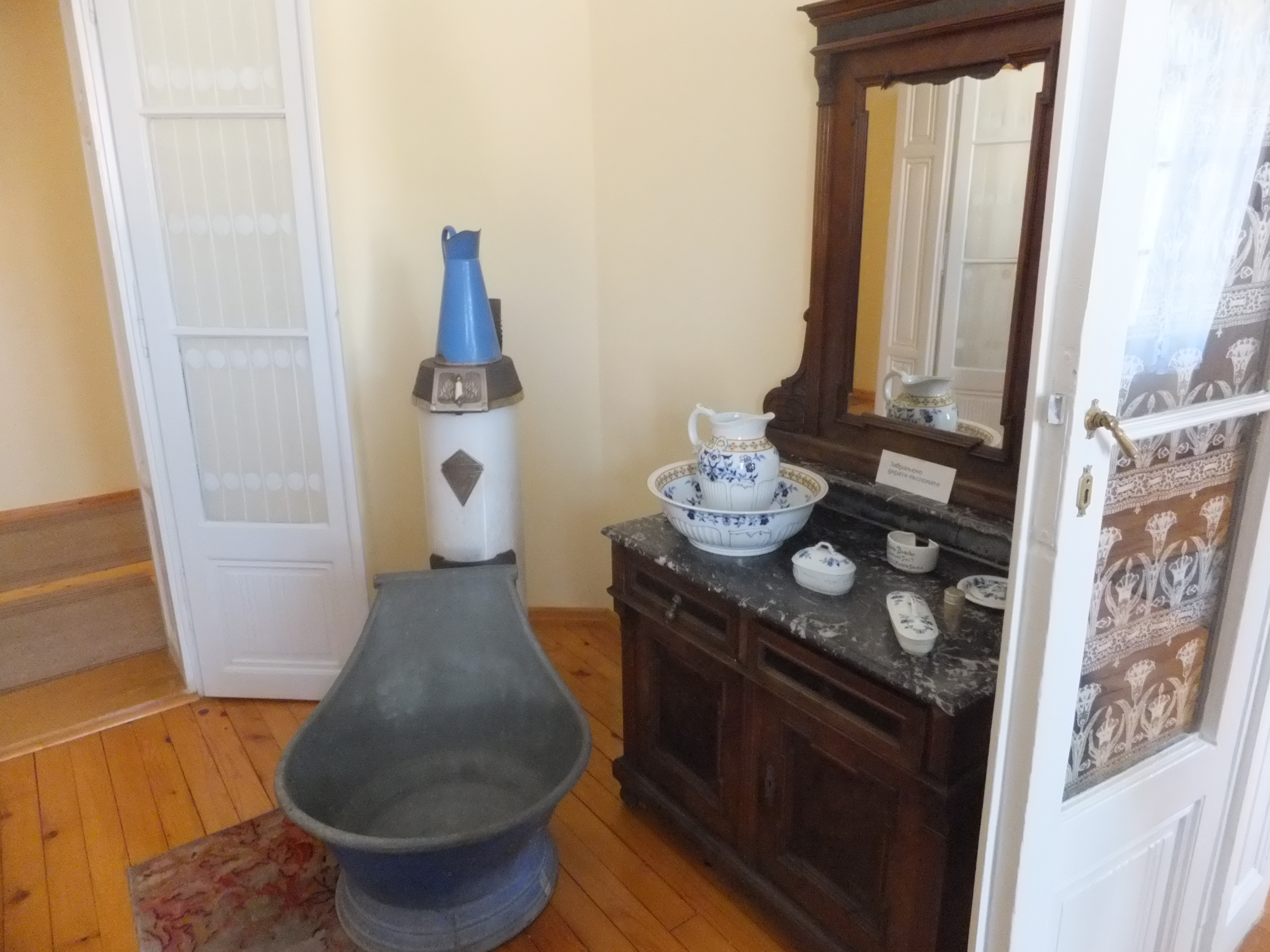
L'intérieur de la maison